# ムネーステウス
ムネーステウス（古希: Μνησθεύς, Mnēstheus）は、ギリシア神話およびローマ神話の人物である。長母音を省略してムネステウスとも表記される。メンミウス氏族の祖と伝えられている。ウェルギリウスはムネーステウスがアッサラコスの血を引いていると語っており、アイネイアースとは親族の関係にあたる。トロイアの陥落後、英雄アイネイアースに従ってイタリアに航海した。アイネイアースから緊急時の軍の指揮権を与えられていた武将の1人で、『アエネーイス』5巻で語られているアンキーセースの葬礼競技ではボート競走でクロアントスに次いで2位を得た。